# Valentin Pütter
Valentin Pütter (* 28. September 1916 in Dortmund; † unbekannt) war ein deutscher Radrennfahrer.

## Sportliche Laufbahn
Pütter war im Straßenradsport aktiv. Er gewann 1938 die Harzrundfahrt bei den Amateuren. In jener Saison wurde er Vizemeister im Mannschaftszeitfahren mit seinem Verein „RC Wanderer Chemnitz“ mit Bruno Schulze, Hermann Siegel, Rudi Kühn, Martin Löser und Herbert Hackebeil. 1939 wurde er Berufsfahrer und blieb bis 1943 aktiv. Nach dem Zweiten Weltkrieg fuhr er von 1946 bis 1949 erneut als Profi. 1947 kam er in der Deutschland-Rundfahrt auf den 19. Rang. Er fuhr das Rennen für das Radsportteam Phänomen. Im Grünen Band der IRA 1949 startete Pütter für das Radsportteam Gold-Rad. Er wurde 35. der Rundfahrt.